# 불꽃 (선우휘의 소설)
《불꽃》은 선우휘가 1957년 문학예술에 발표한 소설로 반공주의적 성향이 주를 이루고 있다.

## 줄거리
주인공 고 현의 아버지는 기독교 신자로서 3.1 운동 때 일경(日警)의 총을 맞고 뒷산 동굴에 피신하였다가 죽은 민족주의자였다. 현의 할아버지 고 노인은 충직하기는 하나 풍수지리를 믿고 조상 일만 돌보며 안일하게 살아가면서 손자 현에게 지극한 관심을 쏟는다. 현의 어머니는 현실의 고통과 외로움을 극복하려는 인고(忍苦)의 인물로서 기독교에 귀의하여 아들을 보살핀다. 현은 일본 유학시 제국주의 찬양론자 다까다 교수의 영웅주의적 감상과 기만에 불만을 품고 귀국했다가 학병으로 끌려간다.
중국에 파병되었다가 탈영해 연안으로 잠복했다가 또 다시 탈출하여 만주에서 고향으로 돌아온다. 그 과정에서 만주에 진주한 소련군의 만행도 경험하며 인간에게 내재된 잔악성에 대해 극심한 혐오를 느낀다. 이후 해방된 고향으로 돌아온다. 여학교 교사로 근무하면서 사상적 부조리와 혼란을 경험하고 여수, 순천 사건도 듣게 된다. 6.25가 터지자, 월북했던 고향친구 '연호'가 공작임무를 받고 고향에 돌아온다. '현'은 '연호'로부터 혁명의 일원이 될 것을 요청받지만 오히려 현은 그런 연호를 동정하며 혁명에 대해 회의적 태도를 보인다. 이후 연호는 분노로 인민재판을 준비한다.
인민 재판이 있던 날, '현'은 동료 여교사 조 선생의 부친이 처형당하는 것을 보고 드디어 분노가 폭발한다. '연호'를 치고 보안서원의 총을 빼앗아 아버지가 죽은 동굴로 피신한다. '현'의 은신처를 알게 된 '연호'는 '현'의 할아버지를 인질로 잡고서 투항을 종용한다. 처음에는 투항하라시던 할아버지가 '너는 살아야 한다'고 용기를 준다. 이때 '연호'가 할아버지를 사살한다. '현'은 연호를 총으로 쏘아 죽이고 탈출한다. 그는 '연호'의 총탄을 맞고 흐려져 가는 의식 속에서도 생명의 불꽃을 느끼며, 현실과 정정 당당하게 대결하면서 살아 갈 것을 결심한다.

## 주요 등장인물
- 할아버지: 보수적인 유학자, 풍수지리설 신봉자이며 부조리한 현실에 순응한 불운한 인물. 후에는 연호에게 인질로 잡히며, 결국 사살당하나 현에게 중요한 계기가 된다.
- 아버지: 독립운동을 하다가 사망한다.
- 현: 태어나기 전에 아버지가 독립운동 중 사망하여 어머니와 함께 생활함. 어린 시절 사건으로 인해 세상사와 자신을 단절시키는 폐쇄주의적 성격을 띄게 된다. 하지만 죽어가던 도중 자신의 인생의 허무함을 타파하고 현실과 싸워나가는 삶을 살 것을 결심하며 생명의 불꽃을 점화한다
- 어머니: 열성적인 기독교인. 남편이 요절하여 친정으로 돌아가지만 다시 시댁에 들어와서 현을 낳고 모성애와 신앙으로서 현을 지극정성으로 키운다.
- 연호: 열성 공산주의자. 작품 내에서는 '청탁 없는 청부업자'로 불린다. 현과 토론을 벌이나 현이 공산주의를 거부하자 인민재판에 현을 참가하게 한다. 현의 할아버지를 인질로 삼아 인민재판을 '살인'이라고 외친 현을 찾아가 협박하나 현에게 사살당한다.

## 문학적 의의
한국 문학계 포스트모더니즘의 시초작이다. 6.25 전쟁이 끝난 후 허무주의에 빠진 젊은이들의 상태를 예리하게 묘사했고, 방향 감각을 상실한 젊은 세대들에게 휴머니즘을 바탕으로 적극적인 의지를 보일 것을 강조하였다.

## 영화 및 드라마화
- 불꽃 : 1975년도 유현목 감독 작품.
- 불꽃 : 1983년 KBS TV 문학관으로 방영.